# Kiltartan
Kiltartan és una baronia i una parròquia civil del Comtat de Galway, Irlanda. La porció del sud d'aquesta baronia era anteriorment coneguda com a Cenél Áeda na hEchtge o país d'O haughnessy, mentre que la porció del nord s'anomenava Coill Ua bhFiachrach (el territori del clan Hynes), i la part oriental era coneguda com a Oireacht Réamoinn (clan Mac Redmonds, una branca dels Burkes).
Fou el lloc de residència de Lady Gregory, Edward Martyn, i una residència habitual de W.B. Yeats. La baronia pren el nom de la fortificació Kiltartan Castel (ara enderrocada), dels Burke; també coneguda com a Castletown o Ballycastle. El castell, al seu torn, pren el seu nom de l'església medieval de Kiltartan, a una curta distància cap al nord. El nom irlandès original per l'església i la parròquia era Cill Athrachta (església de St. Attracta), nom que es transformà en Cill Tortain. L'antiga forma anglisitzada del topònim era Kiltaraght, més propera que l'actual a la forma irlandesa original.
El poema de Yeats's "An Irish Airman Foresees His Death" (Un aviador irlandès preveu la seua mort) fa referència a Kiltartan.